# Humberto Honorio
Humberto Honorio (San Paolo, 21 luglio 1983) è un giocatore di calcio a 5 brasiliano naturalizzato italiano, universale della Polisportiva Futura.
Campione europeo nel 2014, detiene il record di scudetti vinti, essendosi laureato campione d'Italia per ben 9 volte.

## Carriera

### Club

#### Gli esordi
Honorio si trasferisce in Italia nel 2003 per giocare con il San Lazzaro, militante in Serie A2. La stagione seguente passa al plurititolato Prato, con cui debutta nella massima serie. La prima stagione vede i lanieri chiudere al secondo posto, salvo poi essere eliminati ai quarti play-off. L'anno successivo la squadra, molto ridimensionata, non riesce ad evitare la retrocessione.

#### Luparense
Nell'estate 2006 passa alla Luparense assieme al compagno Rafael Salomão. Qui ritrova Jesús Velasco, suo allenatore al primo anno in Toscana.
La prima stagione, dopo le sconfitte in finale di Supercoppa e Coppa Italia, si chiude con la vittoria dello scudetto, il primo sia per i biancazzurri sia per Honorio, autore della prima rete nella finale di ritorno.
Negli anni successivi è tra i protagonisti di due stagione perfette dei padovani, dove aggiunge al palmarès 2 scudetti, una Coppa Italia (vinta con una sua rete a pochi secondi dal termine) e 2 supercoppe.
Ad aprile 2010 gioca a Lisbona la final four di Coppa UEFA per la prima volta in carriera, andando in gol su entrambe le gare.
Dopo un periodo di digiuno, nel 2012 torna alla vittoria, mettendo in bacheca il quarto scudetto. Nell'estate a venire, con la cessione di Vampeta all'Asti, riceve la fascia di capitano dei lupi.
Affermatosi sempre di più tra i migliori giocatori in Italia, tra il 2012 e il 2014 è tra i protagonisti di un nuovo ciclo vincente dei biancazzurri, aggiungendo al palmarès un'altra Coppa Italia ed altre due supercoppe (andando a segno in tutte e tre le finali).
Durante l'ultimo turno della stagione regolare 2014-2015, ad Asti, subisce la rottura del legamento crociato, che lo tiene fuori dal campo per diversi mesi. Torna a giocare il 7 novembre successivo, nella trasferta di Ferrara, andando subito a segno.
Nel 2017 ad Ancona conquista il sesto scudetto personale, raggiungendo Nora in vetta alla classifica dei giocatori più volte campioni d'Italia. Qualche mese dopo, grazie alla doppietta messa a segno il 21 ottobre contro il PesaroFano, Honorio raggiunge quota 228 reti con la maglia della Luparense, eguagliando il record di miglior marcatore nella storia della società, fino ad allora appartenuto a Vampeta. A dicembre conquista la sesta supercoppa personale (siglando una doppietta), quello che sarà il suo ultimo titolo vinto in maglia lupi. Il 2018 viene votato come ottavo miglior giocatore al mondo ai Futsal Awards.
Nell'estate del 2018, con la chiusura della compagine patavina, Honorio si trasferisce, insieme ai compagni Michele Miarelli e Pablo Taborda, all'ambiziosa Italservice. Qui, alla prima stagione, dopo le sconfitte in finale di Coppa della Divisione e Coppa Italia, vince il suo settimo scudetto personale, diventando così il giocatore laureatosi più volte campione d'Italia. Il 24 luglio 2022 vine ingaggiato dal FF Napoli. Terminata l'esperienza nel Napoli, il 21 luglio 2023 si accorda con la Polisportiva Futura, squadra calabrese che disputa il campionato di Serie A2 Èlite.

### Nazionale
In possesso del doppio passaporto, il 26 ottobre 2005 esordisce a Benevento con la nazionale italiana durante l'amichevole contro il Paraguay vinta dagli azzurri per 7-3; durante l'incontro mette a segno la prima marcatura in azzurro, realizzando la rete del momentaneo 2-0. Nel 2014 è tra i protagonisti della vittoria azzurra agli Europei di Anversa. Partecipa, inoltre, ai Mondiali 2016 in Colombia ed agli Europei 2018 a Lubiana, dove mette a segno la rete del momentaneo vantaggio contro i padroni di casa.

## Palmarès

### Club

#### Competizioni nazionali
- Campionato italiano: 9 (record)

Luparense: 2006-07, 2007-08, 2008-09, 2011-12, 2013-14, 2016-17
Italservice:  2018-19, 2020-21, 2021-22
- Coppa Italia: 4

Luparense: 2007-08, 2012-13
Italservice: 2020-21, 2021-22
- Supercoppa italiana: 8

Luparense: 2007, 2008, 2009, 2012, 2013, 2017.
Italservice: 2019, 2021

### Nazionale
- Campionato d'Europa: 1

Italia: 2014